# 网名
网名指在网上使用的名字。由于网络是一个虚拟的世界，为了避免使用真实姓名带来的麻烦所以发明了网名。同时网名完全可以根据自己的意愿更改，而真实姓名要修改則相当的麻煩。